# Legione fiamminga

Bandiera della Legione fiamminga

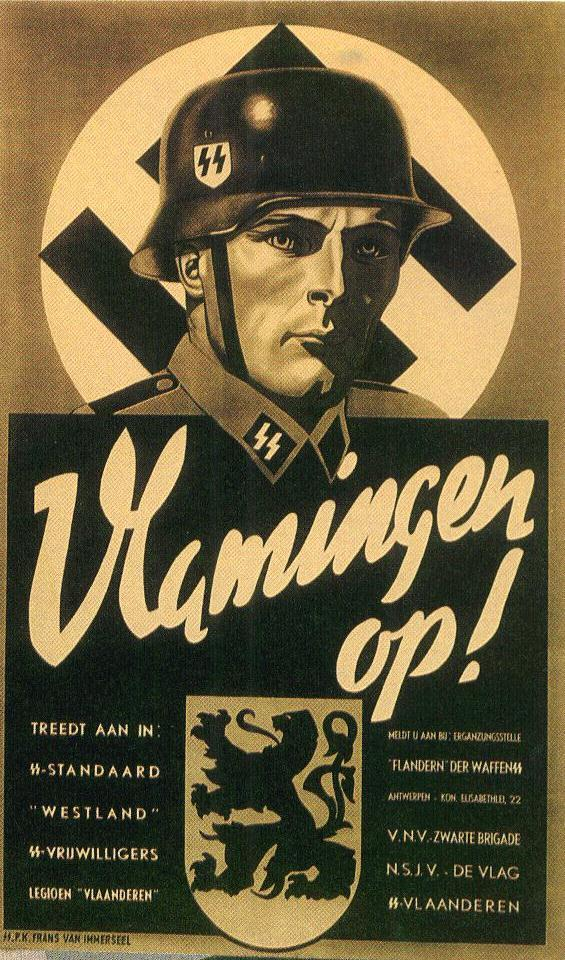
Manifesto di reclutamento per la Legione fiamminga

La Legione fiamminga (in fiammingo: Vlaams Legioen) è stata un'associazione di volontari fiamminghi delle Waffen-SS, durante la seconda guerra mondiale.

## Storia
Poco dopo l'occupazione dei Paesi Bassi e del Belgio, da parte delle truppe tedesche nel 1940, il Reichsführer-SS Heinrich Himmler iniziò a cercare volontari olandesi e fiamminghi per rafforzare il suo nuovo reggimento SS "Westland". Furono reclutati uomini dai 18 ai 25 anni per compiti "di polizia". Ad essi fu promesso che avrebbero svolto queste attività nel loro paese di origine. In poche settimane, il reggimento delle SS venne schierato a pieno regime. Tuttavia, divenne presto chiaro che questa richiesta sarebbe stata interrotta assegnando il Reggimento "Westland" alla divisione 5. SS-Panzer-Division "Wiking".
Himmler, ispirato dal successo ottenuto nel reclutamento del reggimento, annunciò, il 3 aprile 1941, la formazione di un altro reggimento di volontari olandesi, fiamminghi e danesi. Il nuovo Reggimento SS "Nord Ovest" doveva adempire anch'esso a compiti di polizia.
Quando Hitler invase l'Unione Sovietica, nel giugno 1941, molti volontari del Reggimento Nord Ovest erano pronti a unirsi alla Legione fiamminga appena creata, nota anche come Legione volontaria delle Fiandre, che doveva combattere nella guerra contro l'Unione Sovietica. Alla Legione si poterono unire uomini di età compresa tra i 17 e i 40 anni, indipendentemente dalle proprie opinioni politiche. Furono reclutati preferibilmente ex ufficiali dell'Esercito belga a cui fu promesso di ricevere un rango, nella Legione, corrispondente al rango originario dell'esercito di appartenenza.
Il 6 agosto 1941 i primi 405 volontari fiamminghi marciarono a Bruxelles di fronte al Palais des beaux-arts per ricevere il loro stendardo. Andarono successivamente in un campo militare polacco, dove incontrarono membri del precedente reggimento "Nord Ovest".
Alla fine del settembre 1941, in totale 875 fiamminghi erano stati sottoposti a un intenso addestramento in Polonia e, contrariamente alle aspettative dei volontari fiamminghi, era comandato quasi esclusivamente da ufficiali tedeschi.
Nel novembre 1941, la legione fu trasferita al "Fronte di Leningrado" all'interno della 2ª Brigata di fanteria SS. In un feroce combattimento sul fronte orientale, la Legione, che nonostante il suo nome faceva parte delle Waffen-SS, subì pesanti perdite.
Fino al 31 maggio 1943, la Legione fiamminga fornì, con lievi interruzioni, la sua presenza sul Fronte Orientale fino alla sua riorganizzazione nella 6. SS-Freiwilligen-Sturmbrigade Langemarck e il 19 ottobre 1944 nella 27. SS-Freiwilligen-Grenadier-Division "Langemarck". Una volta riclassificata in una divisione, parte di essa formò un gruppo di combattimento di circa 2.000 uomini, che, il 24 dicembre 1944, fu trasferito nell'Eifel per la difesa del bacino idrico di Urft. Alla fine del gennaio 1945, questo gruppo di battaglia lasciò l'Eifel e fu trasferito in Pomerania. Nelle successive battaglie di ritirata, la divisione perse circa il 75% della sua forza originaria. Le ultime battaglie della divisione si svolsero dal 26 al 27 aprile 1945 a Prenzlau. Il resto della divisione arrivò nell'area di Schwerin, sotto il controllo britannico, e fu estradata in Belgio e condannata come collaboratrice dei tedeschi.

## Comandanti
| Nome                           | Grado                  | Inizio         | Fine        |
| ------------------------------ | ---------------------- | -------------- | ----------- |
| Michael Lippert                | SS-Sturmbannführer     | settembre 1941 | aprile 1942 |
| Hans Albert von Lettow-Vorbeck | SS-Obersturmbannführer | aprile 1942    | giugno 1942 |
| Hallmann                       | SS-Hauptsturmführer    | giugno 1942    | giugno 1942 |
| Josef Fitzthum                 | SS-Obersturmbannführer | giugno 1942    | luglio 1942 |
| Conrad Schellong               | SS-Sturmbannführer     | luglio 1942    | maggio 1943 |